# Farsleben
Farsleben – dzielnica miasta Wolmirstedt w Niemczech, w kraju związkowym Saksonia-Anhalt, w powiecie Börde.
Do 31 grudnia 2008 Farsleben było samodzielną gminą. Do 30 czerwca 2007 Farsleben należało do powiatu Ohre, we wspólnocie administracyjnej Wolmirstedt.

## Geografia
Dzielnica Farsleben leży w północnej części miasta.